# Karl Konrad von der Groeben
Karl Konrad Wilhelm Alexander Graf von der Groeben-Ponarien (* 31. August 1918 in Königsberg; † 6. Juli 2005 in Baden-Baden) war ein deutscher Unternehmer und Stifter.

## Familie
Karl Konrad war der Sohn von Karl Harald Graf von der Groeben (1887–1921) und dessen Ehefrau Benita Agnes, geborene Gräfin Finck von Finckenstein (1890–1945).
Er heiratete 1942 Marie-Agnes Gräfin von Lehndorff (1916–2014), mit der er zwei Söhne hatte, die auf dem väterlichen Gut Ponarien am Nariensee (Jezioro Narie) in Ostpreußen geboren wurden:
- Friedrich (* 19. Oktober 1943)
- Heinrich (* 12. April 1946; † 4. August 2022)

## Leben
Angesichts der anrückenden Roten Armee floh Karl Konrad von der Groeben mit seiner Frau per Pferd Ende Januar 1945 westwärts über Holstein nach Bad Godesberg. Seine Mutter blieb in Ostpreußen zurück und wurde im Februar 1945 in Ponarien ermordet.
1951 ermöglichte der Marshallplan einen großzügigen amerikanischen Kredit, mit dessen Hilfe er eine Coca-Cola-Abfüllanlage in Gießen bauen konnte. Werke in Mainz und Wiesbaden folgten. 1986 verkaufte er sein Getränkeimperium. Als er sein Gut in Polen zurückkaufen und dort eine deutsch-polnische Begegnungsstätte einrichten wollte, erwiesen sich die Verhandlungen als zu umständlich.
Im Urlaub 1990 las er Hans Küngs Buch Projekt Weltethos, war davon begeistert und wollte Küng für sein Projekt fünf Millionen D-Mark spenden – was diesen zunächst nicht interessierte. Am 23. Oktober 1995 wurde in Tübingen durch den baden-württembergischen Ministerpräsidenten Erwin Teufel der Gründungsakt der Stiftung Weltethos vollzogen, die aus den Zinsen dem Toleranzgedanken zwischen den Weltreligionen dienen soll. Im Weiteren beteiligte er sich an Bürgerstiftungen. Als er einen Vortrag von Christian Pfeiffer über Jugendkriminalität hörte, unterstützte er 1997 die Bürgerstiftung-Hannover, in der sich auch sein Freund Jörg Kastl engagierte, mit einer halben Million D-Mark, um Projekte zur Bekämpfung der Jugendkriminalität auf den Weg zu bringen.
Im folgenden Jahr stiftete er auf Initiative von Anetta Kahane 250.000 D-Mark, mit denen die Amadeu Antonio Stiftung gegründet wurde. Namensgeber der Stiftung war der aus Angola stammende Arbeiter Amadeu Antonio, der eines der ersten bekannten Todesopfer rassistisch motivierter Gewalt in Deutschland nach der Wiedervereinigung wurde.
2001 wurde die Karl Konrad und Ria Groeben Stiftung gegründet, deren Zweck die Förderung internationaler Gesinnung, der Toleranz auf allen Gebieten der Kultur und des Völkerverständigungsgedankens ist. Sie leistet Beiträge zum intellektuellen und praktischen Austausch zwischen den abrahamitischen Religionsgemeinschaften. Er und seine Frau beteiligten sich auch an der Bürgerstiftung Barnim Uckermark.
Der erste Sohn Friedrich (* 1943) ist mit Verena Baronesse von Engelhardt (* 1940) verheiratet. Friedrich von der Groeben erwarb 2004 die AW – Agrarwirtschafts GmbH Damme (heute Agrarwirtschaft Groeben GmbH) in der Uckermark, Nachfolgebetrieb der ortsansässigen LPG, und die Gebäude des Gutes Eickstedt. Er initiierte auch das Deutsch-Russische Haus in Kaliningrad mit einem Neubau auf einem früheren Familiengrundstück, das vom Bundesinnenministerium unterstützt und von der Stiftung Königsberg mitbetreut wird.